# Obligación de servicio público
En el contexto de la legislación de la Unión Europea, una obligación de servicio público u OSP es una obligación impuesta a una organización por ley o contrato para prestar un servicio de interés general en los territorios de la UE. Las OSP pueden operar en cualquier ámbito del servicio público, pero los servicios postales, los servicios sociales, la energía, el transporte y la banca son sectores específicos en los que el concepto es relevante.

## Transportes

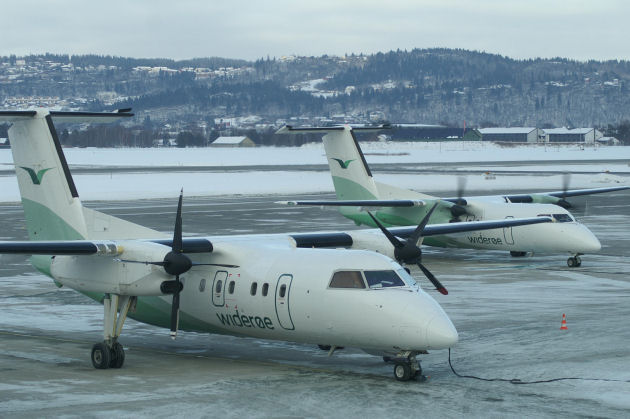
Dos aviones DHC Dash-8-100 de Widerøe of Norway en el aeropuerto de Trondheim, Værnes. Widerøe obtiene gran parte de sus ingresos de rutas OSP como estas en el norte y el oeste de Noruega.

En la legislación de transportes de la UE, una OSP es un acuerdo por el cual un organismo público u otra autoridad ofrece subvenciones en un concurso público, en virtud del cual la empresa ganadora estará obligada a explotar un servicio concreto de transporte público durante un periodo de tiempo determinado a cambio de la subvención. Esto suele dar lugar a que el adjudicatario tenga el monopolio de la ruta, ya que los servicios competidores no serían viables sin subvenciones. Las OSP están pensadas para rutas que no son rentables en un mercado libre, pero en las que se quiere garantizar el derecho a la movilidad de sus ciudadanos.
Las OSP pueden aplicarse a muchos modos de transporte, como el aéreo, marítimo, por carretera o ferroviario. En muchos casos, la introducción de la OSP ha sido una forma de privatizar el transporte de propiedad estatal. La infraestructura suele separarse de las operaciones, y puede ser propiedad de un organismo público o de un tercero. La autoridad también puede mantener la propiedad de los vehículos, como los transbordadores o el material rodante.
Tradicionalmente, el transporte público ha sido gestionado por una empresa propiedad al 100% del Estado en régimen de monopolio, como una compañía nacional de ferrocarriles. Alternativamente, se concedían privilegios a empresas privadas (con o sin subvenciones) a las cuales les otorgaban el monopolio. En los últimos años, muchos mercados se han desregulado, sobre todo en Europa, pagando al operador con la oferta más baja para realizar los servicios.

### Especificación
La autoridad que convoca la licitación puede ser un ministerio de transportes, un condado, una provincia, un estado, un municipio u otra autoridad regional o local, o puede ser una autoridad de transporte u otra organización ad hoc responsable de algún tipo de transporte en una zona. Para sacar a concurso los servicios, una autoridad debe tener interés en subvencionar el transporte. También debe tener autoridad para impedir que otros intereses exploten servicios competidores en partes o en la totalidad del sistema.
La autoridad especificará una serie de condiciones del servicio, como la frecuencia, el tamaño del vehículo, el horario de los servicios, la tarifa máxima permitida y/u otras especificaciones relacionadas con el servicio y la calidad. El licitador puede especificar un contrato neto o bruto. En este último, el operador puja por la totalidad de los costes de explotación, y todos los ingresos van a parar a la autoridad; con los contratos netos, el operador obtendrá todos los ingresos, y pujará sólo por la diferencia entre los ingresos por tarifas y los necesarios para obtener el beneficio deseado. El uso de contratos brutos reduce el riesgo del operador, ya que no necesita estimar el número de usuarios, y normalmente dará lugar a ofertas más bajas, ya que hay una prima de riesgo menor en cada oferta. Esta opción también facilita la libre transferencia entre operadores y modos.
Los contratos netos incentivan a los operadores a aumentar el número de usuarios y reducen el riesgo para el licitador. Los contratos brutos suelen tener costes administrativos más elevados para la autoridad que administra las tarifas. El transporte público urbano con autoridades de transporte suele funcionar con contratos brutos, mientras que las líneas aéreas y las rutas de ferris suelen funcionar con contratos netos.
Entre los usos típicos de la OSP figuran los servicios aéreos regionales en Noruega del Norte o Irlanda, donde las aerolíneas prestan servicio en zonas poco pobladas que no son rentables para las compañías sin subvenciones. Los servicios ferroviarios pueden no ser rentables ni siquiera en las rutas principales, por lo que a veces se ofrecen subvenciones públicas a través de OSP. Esto ha sido muy popular en Alemania. La mayoría de las ciudades subvencionan su transporte público, y en los lugares donde el transporte lo prestan empresas privadas, puede concederse a través de OSP. Otros servicios comunes de OSP son los ferris, como las rutas a Gotland en Suecia, o los transbordadores de coches a lo largo de la red de carreteras de Noruega. Las rutas de ferris que prestan servicio a las islas periféricas de Hong Kong también están subvencionadas, como consecuencia del aumento del precio del petróleo y, por tanto, del coste de explotación.

### Unión Europea

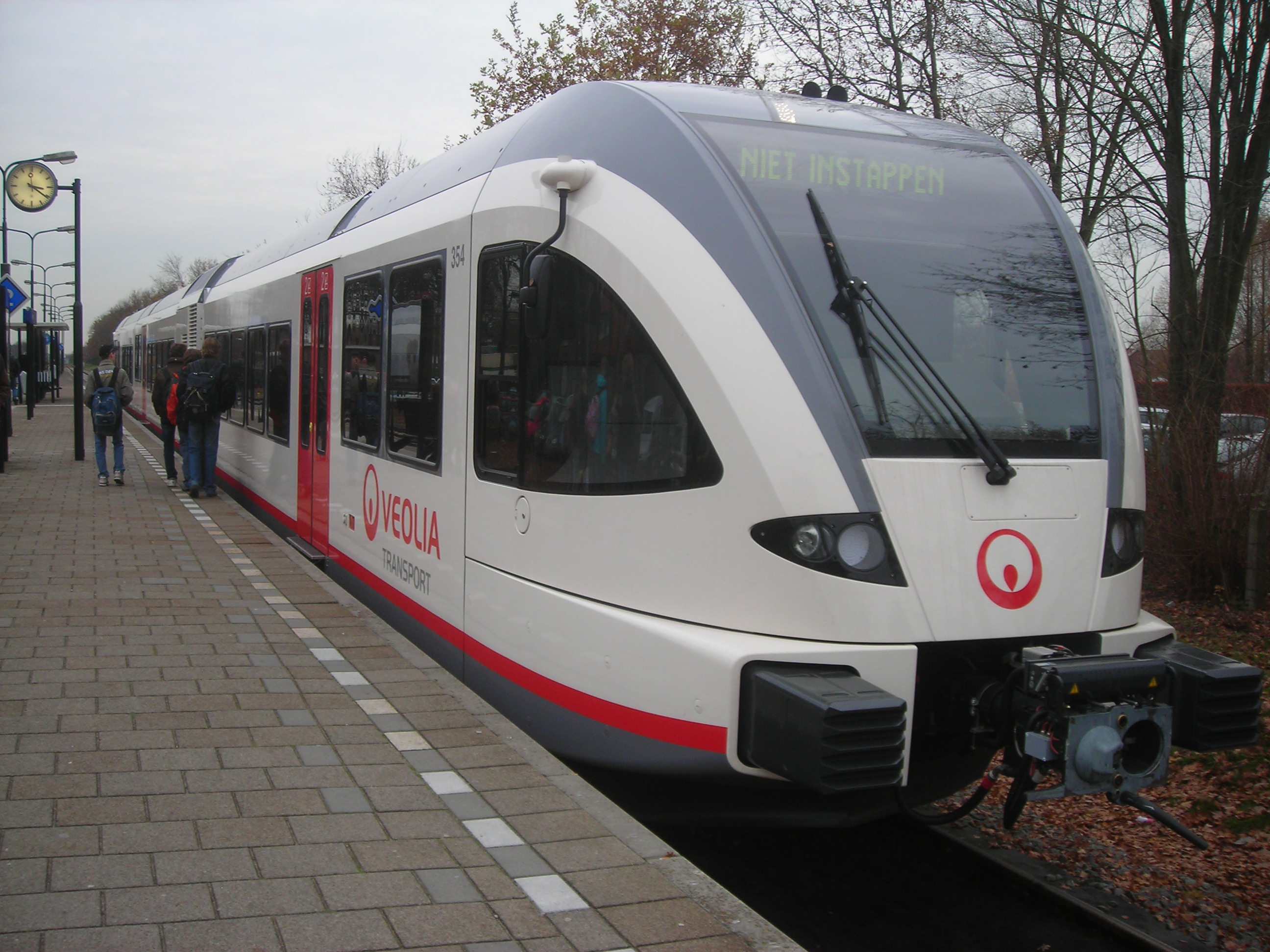
Un tren de Veolia en los Países Bajos. Veolia se ha expandido rápidamente gracias a la obtención de numerosos contratos de OSP para servicios de autobús y ferrocarril en Europa.

En la Unión Europea, las rutas OSP se rigen por el Reglamento (CE) nº 1008/2008 y el Reglamento (CEE) nº 3577/92 del Consejo. Deben ser objeto de licitación en el Diario Oficial de la Unión Europea y estar abiertas a cualquier transportista registrado en un Estado miembro de la UE. Existen limitaciones en cuanto al número de pasajeros que pueden transportarse cuando la ruta puede seguir optando a OSP. El adjudicatario suele recibir el monopolio de la ruta, pero puede tener que ajustarse a una o varias condiciones de servicio, como el tipo y tamaño del vehículo, el horario de los servicios, la tarifa máxima pagada por una parte o la totalidad de las plazas ofrecidas, la adhesión a un sistema común de reservas, la calidad del servicio medida por un porcentaje máximo de servicios cancelados, etc.
Algunos ejemplos de OSP de transporte aéreo en funcionamiento hoy en día en Europa son las rutas de Dublín a Kerry y Donegal, las rutas entre Grecia continental y las islas griegas, las rutas de Italia continental a Cerdeña y Elba, las rutas entre Francia continental y Córcega, determinadas rutas nacionales dentro de Suecia y Finlandia, y las rutas a las Highlands e islas escocesas. En el contexto de liberalización del transporte ferroviario en España y la UE, el término ha adquirido importancia ya que las adjudicaciones de cercanías y media distancia dejarán de ser arbitrarias.
Las rutas internacionales no suelen estar subvencionadas por OSP. Esto se debe al principio político de que los ciudadanos deben pagar por sí mismos los viajes internacionales, no a través del dinero de los impuestos. Esto es especialmente evidente en Escandinavia, donde hay muy poco tráfico aéreo internacional entre ciudades, salvo a través de las capitales, donde las conexiones son comercialmente rentables. Hay excepciones, como los trenes nocturnos Estocolmo-Narvik.

### Estados Unidos

Zonas del territorio continental de Estados Unidos atendidas por el Essential Air Service.

El Essential Air Service (en español: Servicio Aéreo Esencial) (EAS) es un programa del gobierno estadounidense del estilo de la obligación de servicio público, promulgado para garantizar que las pequeñas comunidades de Estados Unidos, que antes de la desregulación recibían servicios de aerolíneas certificadas, mantuvieran un servicio comercial. Su objetivo es mantener un nivel mínimo de servicios aéreos regulares a estas comunidades que, de otro modo, no serían rentables. Este programa surgió en respuesta a la Ley de Desregulación de las Líneas Aéreas, aprobada en 1978, que otorgaba a las compañías aéreas estadounidenses una libertad casi total para determinar a qué mercados prestar servicios nacionales y qué tarifas cobrar por ese servicio. El programa está recogido en el título 49 del Código de los Estados Unidos.
El Departamento de Transporte de Estados Unidos subvenciona a aerolíneas para que presten servicio a comunidades rurales de todo el país que, de otro modo, no recibirían ningún servicio aéreo regular. A 1 de noviembre de 2013, el Servicio Aéreo Esencial subvencionaba 160 comunidades, de las cuales 43 estaban en Alaska, cuyas directrices para el servicio son distintas de las del resto del país. La decisión sobre el grado de servicio subvencionado que requiere una comunidad se toma a partir de la identificación de un centro de conexión específico para la comunidad y, a partir de ahí, se determina el número de viajes, plazas y tipo de aeronave que son necesarios para llegar a ese centro de operaciones.

## Energía
El término también se utiliza en relación con la generación de electricidad, como la energía eólica y las centrales de biomasa.